# Makoto Mitsuta
Makoto Mitsuta (満田 誠?, Mitsuta Makoto; Kumamoto, 20 luglio 1999) è un calciatore giapponese, attaccante del Sanfrecce Hiroshima.

## Statistiche

### Presenze e reti nei club
Statistiche aggiornate all'8 dicembre 2024.
| Stagione                   | Squadra                    | Campionato                 | Campionato | Campionato | Coppe nazionali | Coppe nazionali | Coppe nazionali | Coppe continentali | Coppe continentali | Coppe continentali | Altre coppe | Altre coppe | Altre coppe | Totale | Totale |
| Stagione                   | Squadra                    | Comp                       | Pres       | Reti       | Comp            | Pres            | Reti            | Comp               | Pres               | Reti               | Comp        | Pres        | Reti        | Pres   | Reti   |
| -------------------------- | -------------------------- | -------------------------- | ---------- | ---------- | --------------- | --------------- | --------------- | ------------------ | ------------------ | ------------------ | ----------- | ----------- | ----------- | ------ | ------ |
| 2018                       | Ryutsu Keizai              | KSL1                       | 3          | 0          | -               | -               | -               | -                  | -                  | -                  | -           | -           | -           | 3      | 0      |
| 2019                       | Ryutsu Keizai              | -                          | -          | -          | CG              | 1               | 0               | -                  | -                  | -                  | -           | -           | -           | 1      | 0      |
| 2021                       | Ryutsu Keizai              | -                          | -          | -          | CG              | 1               | 0               | -                  | -                  | -                  | -           | -           | -           | 1      | 0      |
| Totale Ryutsu Keizai       | Totale Ryutsu Keizai       | Totale Ryutsu Keizai       | 3          | 0          |                 | 2               | 0               |                    | -                  | -                  |             | -           | -           | 5      | 0      |
| 2022                       | Sanfrecce Hiroshima        | J1                         | 29         | 9          | CG+CdL          | 5+12            | 1+2             | -                  | -                  | -                  | -           | -           | -           | 46     | 12     |
| 2023                       | Sanfrecce Hiroshima        | J1                         | 23         | 4          | CG+CdL          | 0+4             | 0+3             | -                  | -                  | -                  | -           | -           | -           | 27     | 7      |
| 2024                       | Sanfrecce Hiroshima        | J1                         | 35         | 3          | CG+CdL          | 4+6             | 2+1             | ACL-2              | 5                  | 0                  | -           | -           | -           | 50     | 6      |
| Totale Sanfrecce Hiroshima | Totale Sanfrecce Hiroshima | Totale Sanfrecce Hiroshima | 87         | 16         |                 | 31              | 9               |                    | 5                  | 0                  |             | -           | -           | 123    | 25     |
| Totale carriera            | Totale carriera            | Totale carriera            | 90         | 16         |                 | 33              | 9               |                    | 5                  | 0                  |             | -           | -           | 128    | 25     |

### Cronologia presenze e reti in nazionale
| Cronologia completa delle presenze e delle reti in nazionale ― Giappone | Cronologia completa delle presenze e delle reti in nazionale ― Giappone | Cronologia completa delle presenze e delle reti in nazionale ― Giappone | Cronologia completa delle presenze e delle reti in nazionale ― Giappone | Cronologia completa delle presenze e delle reti in nazionale ― Giappone | Cronologia completa delle presenze e delle reti in nazionale ― Giappone | Cronologia completa delle presenze e delle reti in nazionale ― Giappone | Cronologia completa delle presenze e delle reti in nazionale ― Giappone |
| Data                                                                    | Città                                                                   | In casa                                                                 | Risultato                                                               | Ospiti                                                                  | Competizione                                                            | Reti                                                                    | Note                                                                    |
| ----------------------------------------------------------------------- | ----------------------------------------------------------------------- | ----------------------------------------------------------------------- | ----------------------------------------------------------------------- | ----------------------------------------------------------------------- | ----------------------------------------------------------------------- | ----------------------------------------------------------------------- | ----------------------------------------------------------------------- |
| 24-7-2022                                                               | Toyota                                                                  | Giappone                                                                | 0 – 0                                                                   | Cina                                                                    | Coppa dell'Asia orientale 2022                                          | -                                                                       | 75’                                                                     |
| 27-7-2022                                                               | Toyota                                                                  | Giappone                                                                | 3 – 0                                                                   | Corea del Sud                                                           | Coppa dell'Asia orientale 2022                                          | -                                                                       | 87’                                                                     |
| Totale                                                                  |                                                                         | Presenze                                                                | 2                                                                       |                                                                         | Reti                                                                    | 0                                                                       |                                                                         |

## Palmarès

### Club

#### Competizioni nazionali
- Coppa J. League: 1

Sanfrecce Hiroshima: 2022
- Supercoppa del Giappone: 1

Sanfrecce Hiroshima: 2025

### Nazionale
- Coppa dell'Asia orientale: 1

2022